# Baixa Grande
Baixa Grande là một đô thị thuộc bang Bahia, Brasil. Đô thị này có diện tích 982,66 km², dân số năm 2007 là 20980 người, mật độ 20,79 người/km².